# Champigny-la-Futelaye
Champigny-la-Futelaye è un comune francese di 245 abitanti situato nel dipartimento dell'Eure nella regione della Normandia.

## Società

### Evoluzione demografica
Abitanti censiti